# Gymnaspis serrata
Gymnaspis serrata är en insektsart som beskrevs av Walter Wilson Froggatt 1933. Gymnaspis serrata ingår i släktet Gymnaspis och familjen pansarsköldlöss. Inga underarter finns listade i Catalogue of Life.